# 布伦特伍德中学

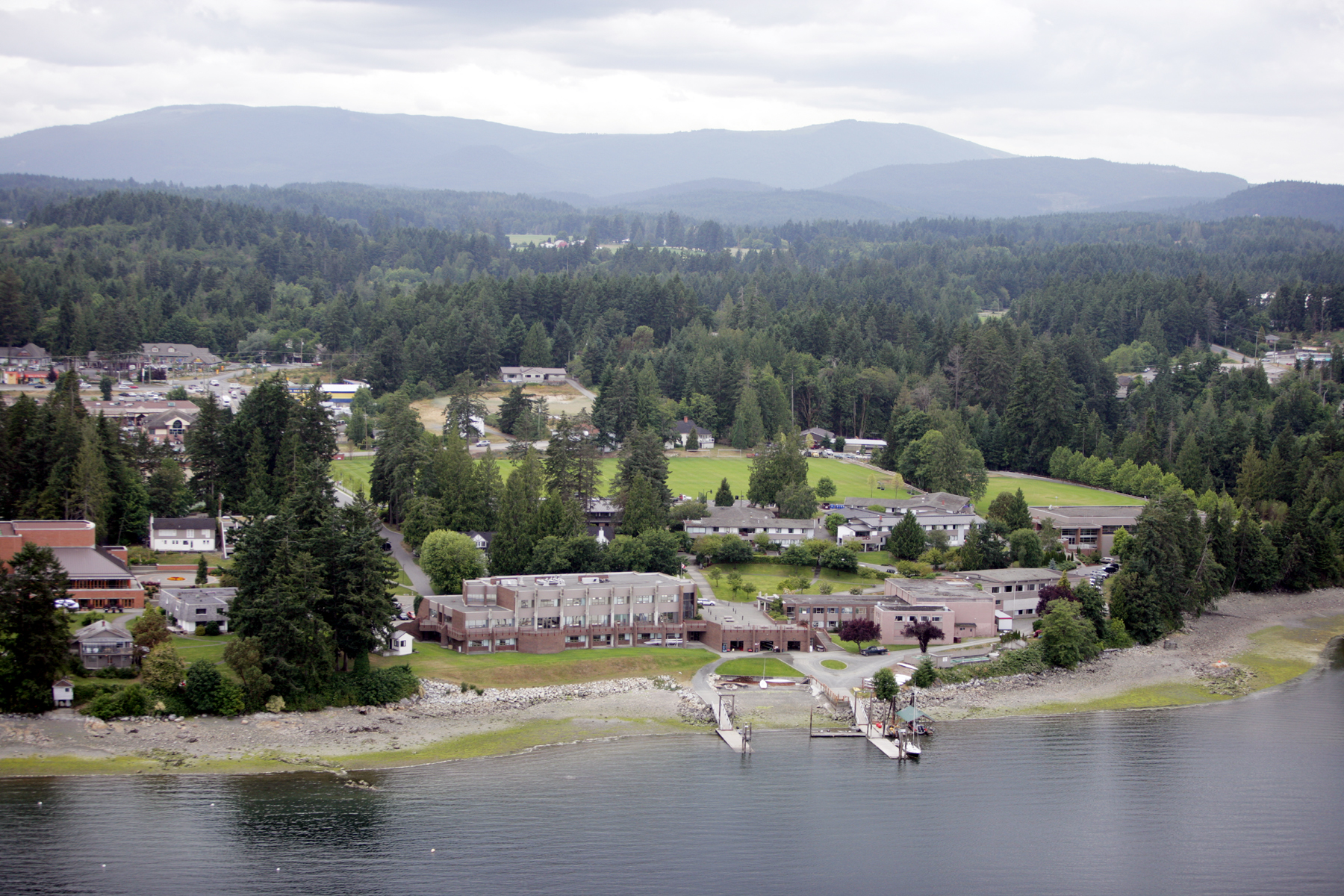
布伦特伍德中学整個校園

布伦特伍德中学(BrentWood College School)是一所寄宿学校，实行男女同校制度。该学校的教育重点是培养和准备学生迎接大学教育的挑战。学校校址位于加拿大卑詩省(不列颠哥伦比亚)，温哥华岛的米尔湾 (Mill Bay)。校区座落在美丽的海边，无线网络通讯覆盖整个现代化装备的校区，每一个教室都有先进的互动式黑板(SMART Boards)，学校还配备有两个计算机实验室，两个装备齐全的教学中心，六个科学实验室。学生可以参加各种户外水上运动， 包括帆船，赛艇，独木舟，划浆。同时还可在户外学习海洋生物学和海洋地理。

## 教育方针
布伦特伍德中学致力于培养，挑战并激发具有全球意识，秉承服务精神与领袖型诚信品质的学者，运动员和艺术家。

## 历史回顾
布伦特伍德中学创建于1923年。最初校址位于布伦特伍德湾，靠近温哥华岛的萨利希，学校也因此而得名。1974年的一场大火使得学校仅剩下一坐完好的小教堂。现在的校址位于弥尔湾，恰好坐落在原布伦特伍德湾学校的西对岸的位置。学校的重建是大卫麦肯锡的努力下于己于人１９６１年９月建成的。１９７２布伦特伍德中学成为加拿大第一个逐渐接收女生的男生寄宿学校，从接收２０名１２年级女生开始，最终在当年秋季正式成为男女同校的学校 。

## 校园
如照片所示，网球场和英式橄榄球场位于学生宿舍，主教学区，其它建筑物之间。校园内设有一个划艇库(两个码头,一个室内训练水渠,一个模拟划艇间),一个综合体育中心(体操房,男女各自专用的健身房,三个壁球场和一个物理治疗间)，一个健康中心,八个学生宿舍楼(四个男生宿舍，四个女生宿舍），一个洗衣房,两个主教学楼，一个校园商店和数个教职员楼房。

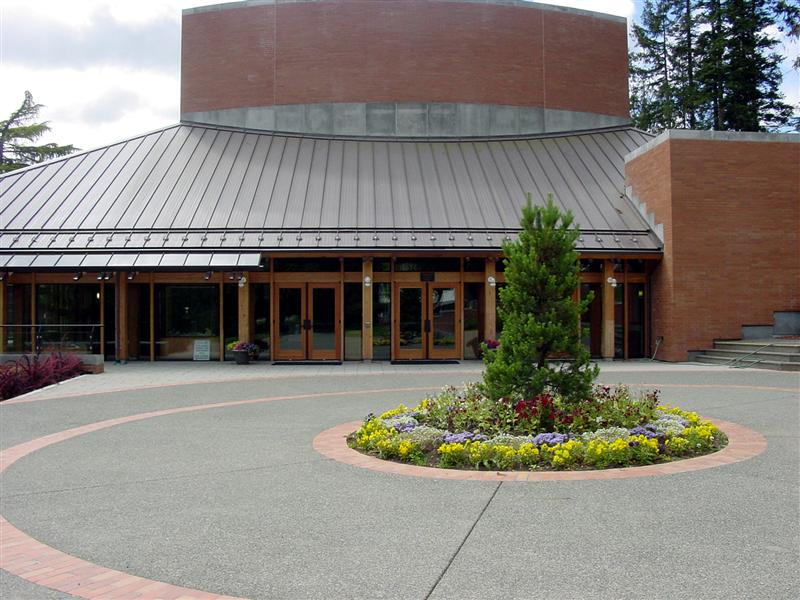
基尔布辰中心

于１９９５年建成的基尔布辰中心是一个占地两万平方英尺的表演艺术中心,内设一个容量４３１人的剧场,并有各类艺术训练设施，包括戏剧表演,舞蹈和声乐。每学年中,该校学生都会在此制作演出多项剧目。该中心利用地热设备制冷和取暖，体现该校致力于利用可持续能源的方针。目前一座新的学生食堂和服务中心正在建设中,预计于2010年2月完工。其中的学生服务中心将容纳娱乐场所，洗衣设备,商务中心和户外场地，这部分建筑将坐落在校园南部濒临水岸的位置。整改新建筑是按照能源与环境前瞻望标准所设计的。

## 课程设置
布伦特伍德中学提供九到十二年级的大学预备教育。该校持续在卑詩省的中学中处在排名领先地位。学生们被要求取得优异的学习成绩,探索未知领域，通过学校的三项全能（学术,艺术和体育）项目建立知识基础。所有的学生都进入了高级教育学府（78%的学生选择了大学）。大多数的学生进入了加拿大，苏格兰，英国和美国的学校。2009年度,学生们收到了来自100所大学的录取通知，包括牛津大学,杜克大学,布朗大学,高露洁大学,女王大学,维多利亚大学,哥伦比亚大学,和圣安得鲁大学医学院。
该校设置所有卑詩省省内考试大纲所要求的课程，同时还设置18门进阶课程，并对有意愿去美国大学或学院上学的学生提供美国大学入学考试辅导。

| 进阶课程 - 艺术史 - 生物学 - 高数 - 化学 - 比较政治学 - 计算机科学 - 英语 - 英国文学 - 环境科学 - 法语 - 人类地理学 - 宏观经济 - 微观经济 - 音乐理论 - 物理 - 心理学 - 西班牙语 - 室内艺术 | 体育课程 - 有氧运动 - 羽毛球 - 篮球 - 户外长跑 - 交叉训练 - 曲棍球 (女子) - 高尔夫球 - 冰球 - 柔道 - 户外运动 (划艇, 独木舟, 远足, 自行车, 攀岩, 野外生存技巧 - 划船 - 帆船 - 壁球 - 初级学游泳 和 游泳救生 - 橄榄球 - 足球 - 网球 - 排球 (女子) - 举重 - 瑜珈 | 艺术课程 - 表演 和 音乐剧 - 艺术入门, 绘画, 油画 - 音响 - 编舞 - 合唱 - 创造性科学 - 舞蹈 (芭蕾舞, 踢踏舞, 爵士舞, 嘻哈舞) - 辩论 和 公众演讲 - 电子音乐 - 数码摄影 和 传统摄影 - 计算机辅助绘图 - 环境艺术 - 电影 - 爵士乐 - 新闻摄影 - 流行乐团 - 单独辅导: 钢琴, 声乐, 音乐理论, 吉它, 竖琴, 打击乐器, 风琴类, 低音乐器, 铉乐乐器 - 摇滚乐 - 雕塑 - 舞台制作 - 新闻摄像 和影像制作 |

## 课外活动 - 俱乐部和其它组织
- 国际象棋 俱乐部
- 社区服务
- 辩论社
- 外国语 俱乐部
- 环保俱乐部
- 模特联合国
- 摄影
- 科学俱乐部
- 股票市场 分析
- 学生活动委员会(SAC)
- 学生会执行委员会 (SEC)
- 学生互助委员 (SPARC)
- 学生年历 发行

## 奖学金
目前该校为合乎条件的加拿大籍学生提供助学金,财务扶助,总督入学奖学金。大约２０％的学生享受某种形式的财务帮助。

## 运动成绩拾粹
- 2009 全国男子划艇积分冠军
- 2009 全国少年男子划艇冠军(４项金牌)
- 2009, 2008 全省少年男子橄榄球冠军
- 2008 加拿大少年划艇男子女子高中联赛冠军
- 2007 女子排球全省，全岛冠军。
- 2007 英格兰划艇亨利杯决赛权
- 2007 全省少年男子橄榄球决赛权
- 2006, 2003, 2002, 2000 全国高中男子划艇冠军
- 2006 女子排球全省，全岛冠军。
- 2006 全岛少年足球冠军
- 2006 全岛（ISA）少年足球冠军
- 2005 全岛（ISA）少年女子曲棍球足球冠军
- 2005 加拿大少年划艇高中联赛男子冠军
- 2005 考文持高中冰球联赛冠军
- 2005 布朗岛少年男子篮球冠军
- 2005 半岛少年女子篮球冠军
- 2005 全省少年男子橄榄球铜牌
- 2005, 2004 全省少年女子橄榄球冠军(第二梯队)
- 2004, 2001, 2000 全省少年网球冠军
- 2003 加拿大全国少年女子高中划艇轻量级冠军
- 2003 全国女子划艇积分冠军
- 2001, 2000 加拿大少年高中联赛冠军